# Gilles Franssen
Egidius Joseph (Gilles) Franssen (Meerssen, 29 november 1921 – Maastricht, 7 augustus 1979) was een Nederlandse schilder en glazenier.

## Leven en werk
Franssen werd opgeleid aan de Stadsacademie in Maastricht en was een leerling van Jos ten Horn aan de Jan van Eyck Academie. Toen Ten Horn in 1956 overleed, maakte Franssen een aantal van diens ramen af. Hij werkte in een eigen atelier, samen met zijn vader. Zijn glasschilderingen doen aan werk van Marc Chagall denken. Naast ramen voerde Franssen ook ander monumentaal werk uit.

## Werken (selectie)
- roosvenster (1952) voor de Sint-Lambertuskerk in Blerick
- twee ronde ramen (1952), Sint-Willibrorduskerk, Stramproy
- ramen (1954) voor het gemeentehuis van Margraten
- raam op het oksaal (1954) van de Onze-Lieve-Vrouw van Zeven Smartenkerk in Venray
- ramen in de sacristie (1955) van de Sint-Petrus' Bandenkerk, Venray
- zeventien ramen (1956-1964) voor het Dominicanenklooster Mariaweide, Venlo
- ramen over het leven van Christus (1957-1968) voor de Sint-Lambertuskerk in Horst
- Apocalypsraam (1962) op het oksaal voor de kapel van het Sint-Ursulaklooster in Roermond
- ramen over roeping (1963-1965) voor de Sint-Theresiakerk in Maastricht
- glas-in-loodraam (1967), basisschool De Doolgaard in Horst

## Afbeeldingen

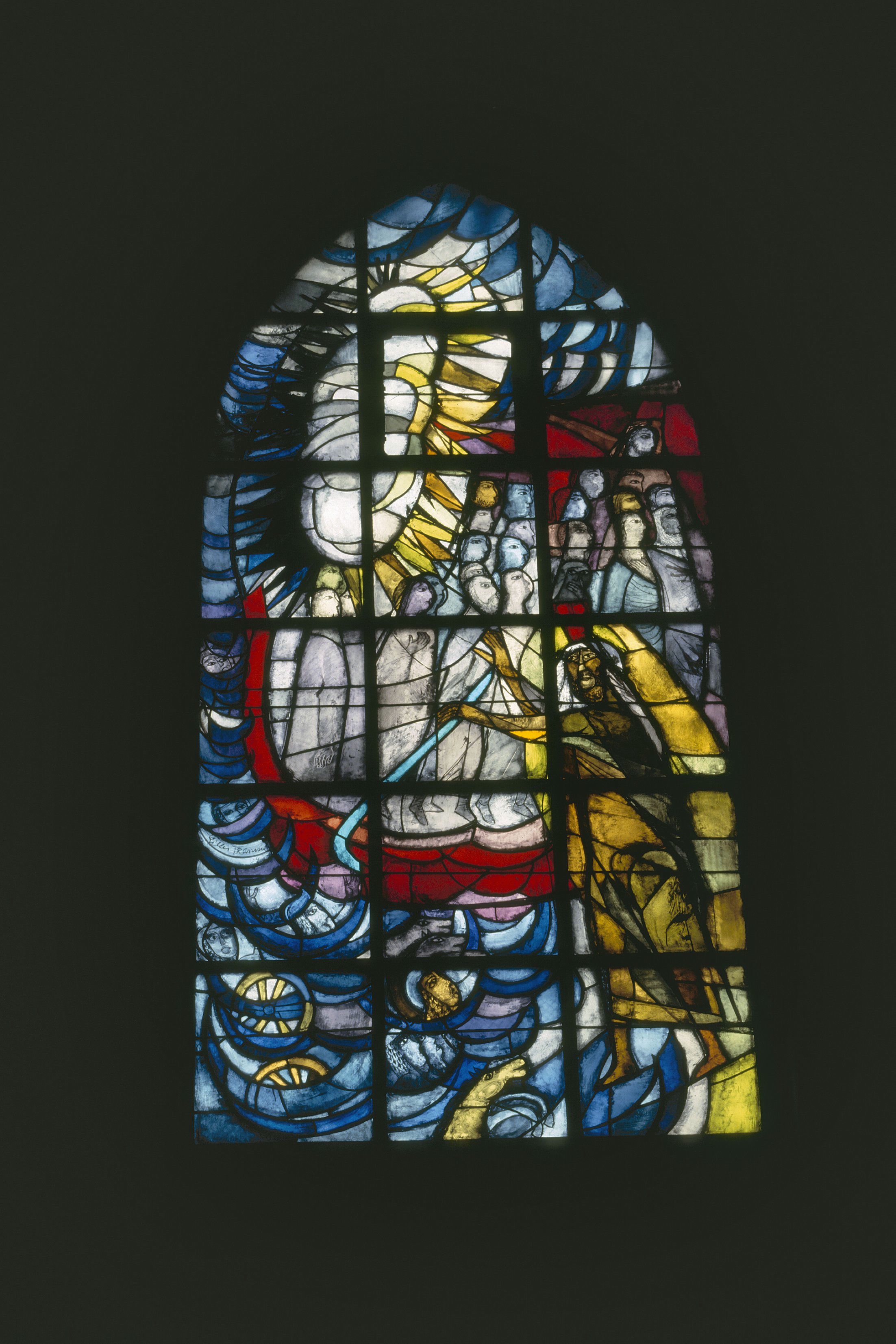
Mariaweide